# Nišská kotlina

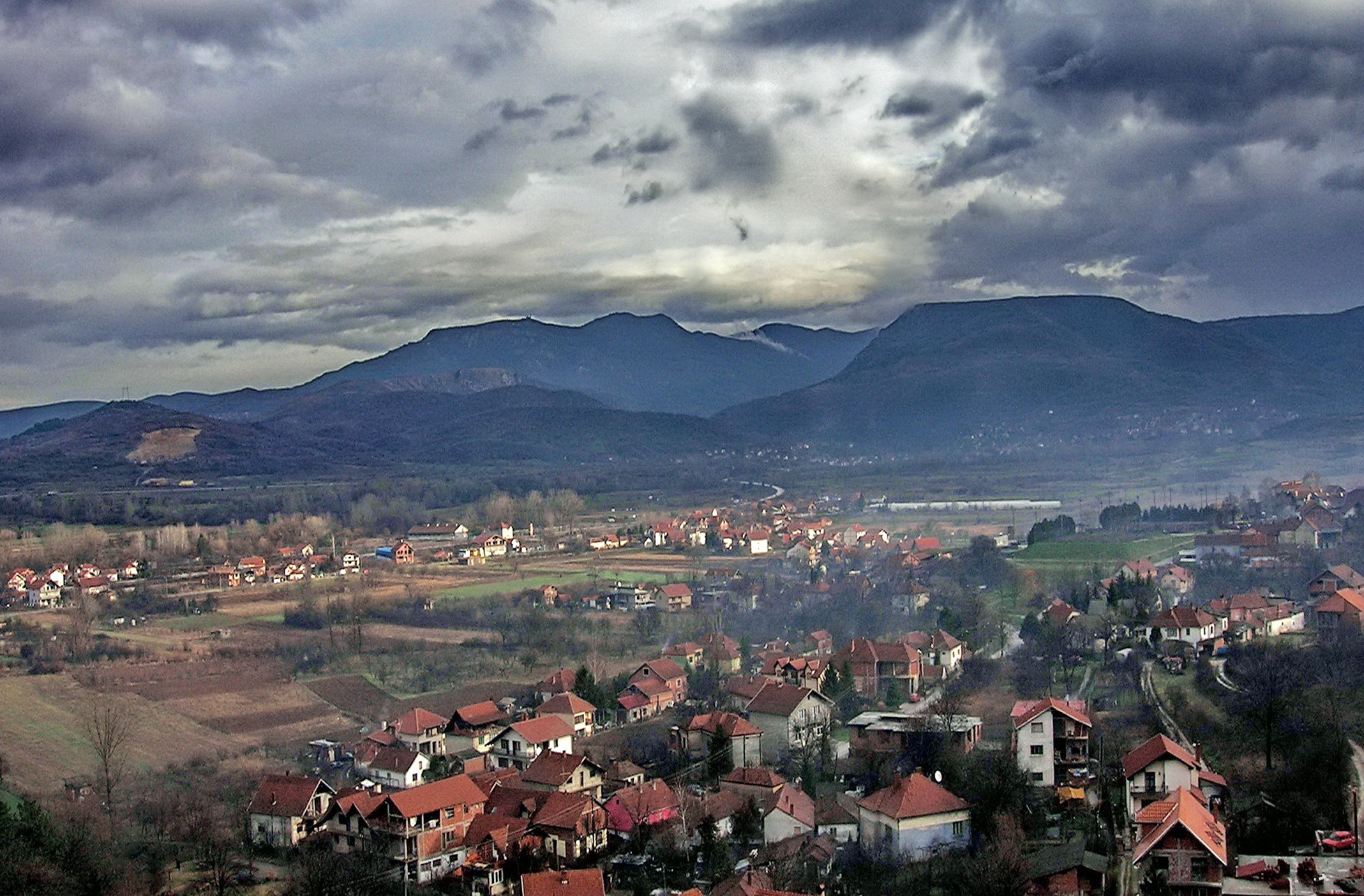
Kotlina s městem Niška Banja (v popředí) a pohořím Suva planina v pozadí.

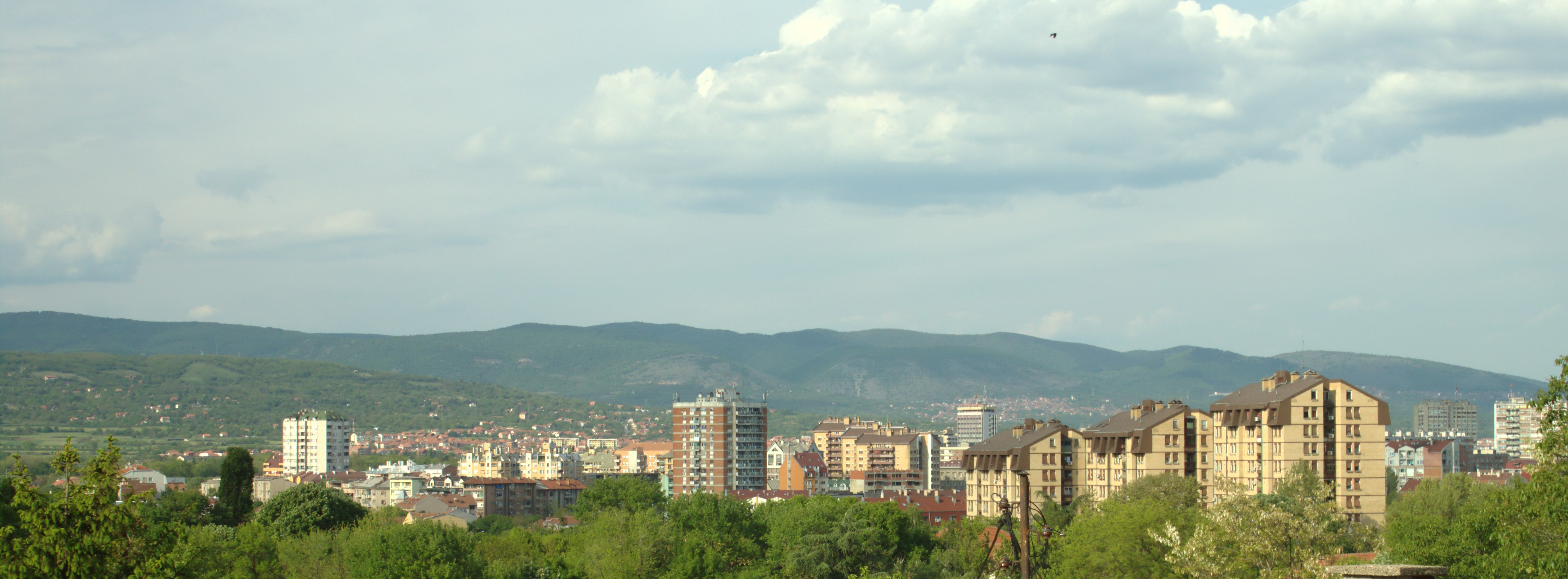
Panorama města Niše s pohořím Kalafat v pozadí.

Nišská kotlina (zastarale též Nišské pole, srbsky Нишка котлина/Niška kotlina, resp. Нишко поље/Niško polje) se nachází v jihovýchodní části Srbska. Název má podle druhého největšího města země, Niše. Dlouhá je (v západo-východním směru) 44 km, v severo-jižním pak 22 km.
Dolina začíná na východě od Sićevské soutěsky, na západu přechází přirozeně do roviny okolo řeky Moravy. Vzhledem ke své rozloze 620 km2 a značnému počtu obyvatel, který v této oblasti žije (260 tisíc) je její význam značný. Kromě města Niše do ní spadá dalších 72 sídel. Uzavřená je ze severu, jihu a východ různými pohořími. Mezi ty patří např. horské masivy Kalafat (837 m), Batalovac (707 m n. m.), Crni vrh (683 m n. m.), Popova glava (534 m n. m.), nebo např. Mali Jastrebac a Suva planina. 
Hlavní komunikací na východ je údolí řeky Nišavy. Ta také představuje nejnižší místo celé kotliny, nachází se v nadmořské výšce 194 m n. m. Několika horskými sedly je poté možný přístup do dalších údolí a kotlin v blízkosti Nišské kotliny; např. sedlo Gramade, kudy jsou vedeny komunikace do Svrljišské kotliny. 
V oblasti se nachází řada minerálních pramenů a lázní. Geologické procesy pod kotlinou i nadále trvají, v minulosti se zde odehrála řada zemětřesení. 